# Scotopteryx defasciata
Scotopteryx defasciata är en fjärilsart som beskrevs av Hans Rebel 1910. Scotopteryx defasciata ingår i släktet backmätare, och familjen mätare. Inga underarter finns listade.